# Arnold Paucker
Arnold Paucker, OBE (geboren 6. Januar 1921 in Berlin; gestorben 13. Oktober 2016 in London) war ein deutsch-britischer Historiker, Herausgeber und Wissenschaftsorganisator.
Hauptgegenstand seiner wissenschaftlichen Arbeit war die jüdische Selbstverteidigung im Wilhelminismus und in der Weimarer Republik sowie der jüdische Widerstand gegen die nationalsozialistische Diktatur nach 1933. Ein wichtiges Anliegen war ihm dabei die Widerlegung des Vorurteils einer angeblichen „jüdischen Passivität“. Zu seinen – bis in die 1970er Jahre von der Forschung weitgehend ignorierten – speziellen Forschungsthemen gehört der „Abwehrkampf“ des Centralvereins deutscher Staatsbürger jüdischen Glaubens (C. V.) von 1890 bis 1933.

## Leben und Wirken
Arnold Paucker wurde 1921 in einer assimilierten jüdischen Familie in Berlin-Charlottenburg geboren; sein Vater stammte aus Bukarest und war Lederwarenfabrikant, seine Mutter stammte aus Czernowitz. Sein jüngerer Bruder Kurt Paucker (1924–1980) wurde ein US-amerikanischer Mikrobiologe. Er schloss sich der jüdischen Jugendbewegung an, musste aufgrund seiner jüdischen Herkunft 1935 die Schule verlassen und emigrierte Ende 1936 mit der Alija Bet nach Palästina, wo er im Kinder- und Jugenddorf Ben Shemen eine landwirtschaftliche Ausbildung absolvierte. Ab 1941 leistete er freiwillig Dienst bei den Royal Engineers der British Army. Er wurde als Soldat im Afrikafeldzug und bei der Eroberung Italiens eingesetzt. Er wurde 1947 in Italien ausgemustert. 1948 bis 1950 hielt er sich in den USA auf. 1950 kam er nach Großbritannien, heiratete eine Engländerin und arbeitete als Exportsachbearbeiter eines Fahrradherstellers.
Von 1953 bis 1959 studierte er Germanistik an der University of Birmingham und der University of Nottingham (M.A.). Er wurde 1975 bei Werner Conze an der Universität Heidelberg zum Dr. phil. promoviert.
1960 wurde er zum Direktor des Londoner Leo Baeck Instituts (das sich der Erforschung der Geschichte der deutschen Juden widmet) berufen, dessen Leitung er bis zum Sommer 2001 innehatte. Von 1970 bis 1992 war er auch verantwortlicher Herausgeber des Year Book of the Leo Baeck Institute. Zuletzt war er internationaler Vizepräsident des Leo Baeck Instituts.
Im Juni 1996 verlieh ihm die Universität Potsdam die Ehrendoktorwürde. 2011 wurde er mit dem Order of the British Empire ausgezeichnet.

## Familie
Nach dem Zweiten Weltkrieg heiratete Paucker seine englische Frau Pauline Paucker (* 1928), geborene Pond. Er lernte sie in Florenz kennen, wo Pauline Kunst studierte. Sie war später als Kunstlehrerin, Redakteurin und Wissenschaftlerin tätig.

## Schriften (Auswahl)
Monographien
- Der jüdische Abwehrkampf gegen Antisemitismus und Nationalsozialismus in den letzten Jahren der Weimarer Republik (= Hamburger Beiträge zur Zeitgeschichte. 4, ISSN 0440-1689). Leibniz, Hamburg 1968.
- Standhalten und Widerstehen. Der Widerstand deutscher und österreichischer Juden gegen die nationalsozialistische Diktatur (= Stuttgarter Vorträge zur Zeitgeschichte. 4). Klartext, Essen 1995, ISBN 3-88474-381-3.
- Deutsche Juden im Widerstand 1933–1945. Tatsachen und Probleme. Gedenkstätte Deutscher Widerstand, Berlin 1999 (2., erweiterte und verbesserte Auflage. ebenda 2003, ISBN 3-926082-14-3; PDF der 2. Auflage).
- Deutsche Juden im Kampf um Recht und Freiheit. Studien zur Abwehr, Selbstbehauptung und Widerstand der deutschen Juden seit dem Ende des 19. Jahrhunderts. Hentrich & Hentrich, Teetz 2003, ISBN 3-933471-46-X (2., verbesserte Auflage. ebenda 2004, ISBN 3-933471-89-3).

Herausgeberschaften
- mit Werner E. Mosse: Entscheidungsjahr 1932. Zur Judenfrage in der Endphase der Weimarer Republik. Ein Sammelband (= Schriftenreihe wissenschaftlicher Abhandlungen des Leo-Baeck-Instituts. 13, ISSN 0459-097X). Mohr, Tübingen 1965.
- mit Werner E. Mosse: Deutsches Judentum in Krieg und Revolution. 1916–1923. Ein Sammelband (= Schriftenreihe wissenschaftlicher Abhandlungen des Leo-Baeck-Instituts. 25). Mohr, Tübingen 1971, ISBN 3-16-831401-3.
- mit Hans Liebeschütz: Das Judentum in der deutschen Umwelt. 1800–1850. Studien zur Frühgeschichte der Emanzipation (= Schriftenreihe wissenschaftlicher Abhandlungen des Leo-Baeck-Instituts. 35). Mohr, Tübingen 1977, ISBN 3-16-839412-2.
- mit Werner E. Mosse: Revolution and Evolution 1848 in German-Jewish history (Robert Weltsch on his 90. Birthday in Grateful Appreciation) (= Schriftenreihe wissenschaftlicher Abhandlungen des Leo-Baeck-Instituts. 39). Mohr, Tübingen 1981, ISBN 3-16-743752-9.
- Enlightenment and Acculturation. Persecution under the Nazi Regime (= Leo Baeck Institute. Year Book. 29, ISSN 0075-8744). East and West Library, London u. a. 1984.
- From Weimar to Hitler. Demography and Sociology (= Leo Baeck Institute. Year Book. 30). East and West Library, London u. a. 1985.
- mit Sylvia Gilchrist und Barbara Suchy: Die Juden im nationalsozialistischen Deutschland. 1933–1943. = The Jews in Nazi Germany (= Schriftenreihe wissenschaftlicher Abhandlungen des Leo-Baeck-Instituts. 45). Mohr, Tübingen 1986, ISBN 3-16-745103-3.
- Nineteenth-Century Antisemitism and Nazi Rule (= Leo Baeck Institute. Year Book. 32). East and West Library, London u. a. 1987.
- Emancipation and Defence (= Leo Baeck Institute. Year Book. 33). East and West Library, London u. a. 1988.
- German Jewry. Integration – Self-Questioning – Catastrophe. Post-War Historiography (= Leo Baeck Institute. Year Book. 35). East and West Library, London u. a. 1990.
- A Community assailed (= Leo Baeck Institute. Year Book. 36). East and West Library, London u. a. 1991.
- mit Ludger Heid: Juden und deutsche Arbeiterbewegung bis 1933. Soziale Utopien und religiös-kulturelle Traditionen (= Schriftenreihe wissenschaftlicher Abhandlungen des Leo-Baeck-Instituts. 49). Mohr, Tübingen 1992, ISBN 3-16-146016-2.
- Enlightenment and Emancipation Antisemitism, War and Resistance (= Leo Baeck Institute. Year Book. 37). East and West Library, London u. a. 1992.
- mit Hans Erler und Ernst Ludwig Ehrlich: „Gegen alle Vergeblichkeit“. Jüdischer Widerstand gegen den Nationalsozialismus. Campus, Frankfurt am Main u. a. 2003, ISBN 3-593-37362-9.